# Пам'ятки археології Погребищенського району
У Погребищенському районі Вінницької області під обліком перебуває 52 пам'ятки археології.
| №   | Охоронний № | Найменування пам’ятки                             | Пам'яток у комплексі | Адреса          | Дата (епоха)                                | Дата відкриття або виявлення | Автори (дослід.)                          | Рішення про взяття під охорону |
| --- | ----------- | ------------------------------------------------- | -------------------- | --------------- | ------------------------------------------- | ---------------------------- | ----------------------------------------- | ------------------------------ |
| 1.  | 100         | Курган                                            |                      | м. Погребище    | -                                           | 1981 р.                      | к. і .н. П. І. Хавлюк                     | №22726.06.1987 р.              |
| 2.  | 45          | Поселення епохи пізньої бронзи                    |                      | м. Погребище    | XI-IX ст. ст. до н. е.                      | 1994 р.                      | Колосов Ю. Г., н/п Білоцерківського музею | №6605.10.1995 р.               |
| 3.  | 46          | Поселення епохи пізньої бронзи                    |                      | м. Погребище    | XI-IX ст. ст. до н. е.                      | 1994 р.                      | Колосов Ю. Г., н/п Білоцерківського музею | №6605.10.1995 р.               |
| 4.  | 47          | Поселення епохи пізньої бронзи                    |                      | м. Погребище    | XI-IX ст. ст. до н. е.                      | 1994 р.                      | Колосов Ю. Г., н/п Білоцерківського музею | №6605.10.1995 р.               |
| 5.  | 19          | Поселення черняхівської культури                  |                      | с. Адамівка     | II-IV ст. ст. н.е.                          | 1994 р.                      | Колосов Ю. Г., н/п Білоцерківського музею | №6605.10.1995 р.               |
| 6.  | 78          | Поселення трипільської культури                   |                      | с. Андрушівка   | IV-III тис. до н.е.                         | 1986 р.                      | к. і .н. П. І. Хавлюк                     | №14816.07.1992 р.              |
| 7.  | 77          | Поселення черняхівської культури                  |                      | с. Андрушівка   | II-IV ст. ст. н.е.                          | 1989 р.                      | к. і .н. П. І. Хавлюк                     | №14816.07.1992 р.              |
| 8.  | 17          | Поселення трипільської культури                   |                      | с. Андрушівка   | IV-III тис. до н.е.                         | 1989 р.                      | к. і .н. П. І. Хавлюк                     | №6605.10.1995 р.               |
| 9.  | 18          | Поселення черняхівської культури                  |                      | с. Андрушівка   | II-IV ст. ст. н.е.                          | 1989 р.                      | к. і .н. П. І. Хавлюк                     | №6605.10.1995 р.               |
| 10. | 20          | Поселення білогрудівської культури                |                      | с. Бабинці      | X-IX ст. ст. до н. е.                       | 1994 р.                      | Колосов Ю. Г., н/п Білоцерківського музею | №6605.10.1995 р.               |
| 11. | 21          | Поселення трипільської та білогрудівської культур |                      | с. Бабинці      | IV-III тис. до н. е., X-IX ст. ст. до н. е. | 1994 р.                      | Колосов Ю. Г., н/п Білоцерківського музею | №6605.10.1995 р.               |
| 12. | 98          | Кургани                                           | 2                    | с. Білашки      | -                                           | 1985 р.                      | к. і .н. П. І. Хавлюк                     | №22726.06.1987 р.              |
| 13. | 99          | Могильник курганний                               | 4                    | с. Білашки      | -                                           | 1981 р.                      | к. і .н. П. І. Хавлюк                     | №22726.06.1987 р.              |
| 14. | 23          | Поселення епохи пізньої бронзи                    |                      | с. Білашки      | XI-IX ст. ст. до н. е.                      | 1994 р.                      | Колосов Ю. Г., н/п Білоцерківського музею | №6605.10.1995 р.               |
| 15. | 24          | Поселення черняхівської культури                  |                      | с. Білашки      | II-IV ст. ст. н.е.                          | 1994 р.                      | Колосов Ю. Г., н/п Білоцерківського музею | №6605.10.1995 р.               |
| 16. | 22          | Поселення епохи пізньої бронзи                    |                      | с. Борщагівка   | XI-IX ст. ст. до н. е.                      | 1994 р.                      | Колосов Ю. Г., н/п Білоцерківського музею | №6605.10.1995 р.               |
| 17. | 25          | Поселення черняхівської культури                  |                      | с. Бухни        | II-IV ст. ст. н.е.                          | 1994 р.                      | Колосов Ю. Г., н/п Білоцерківського музею | №6605.10.1995 р.               |
| 18. | 26          | Поселення передскіфського часу                    |                      | с. Бухни        | VIII-VII ст. ст. до н.е.                    | 1994 р.                      | Колосов Ю. Г., н/п Білоцерківського музею | №6605.10.1995 р.               |
| 19. | 27          | Поселення черняхівської культури                  |                      | с. Васильківці  | II-IV ст. ст. н.е.                          | 1994 р.                      | Колосов Ю. Г., н/п Білоцерківського музею | №6605.10.1995 р.               |
| 20. | 28          | Поселення черняхівської культури                  |                      | с. Гопчиця      | II-IV ст. ст. н.е.                          | 1994 р.                      | Колосов Ю. Г., н/п Білоцерківського музею | №6605.10.1995 р.               |
| 21. | 29          | Поселення епохи бронзи                            |                      | с. Іванька      | ІІ тис. до н.е.                             | 1994 р.                      | Колосов Ю. Г., н/п Білоцерківського музею | №6605.10.1995 р.               |
| 22. | 30          | Поселення черняхівської культури                  |                      | с. Іванька      | II-IV ст. ст. н.е.                          | 1994 р.                      | Колосов Ю. Г., н/п Білоцерківського музею | №6605.10.1995 р.               |
| 23. | 31          | Поселення черняхівської культури                  |                      | с. Круподеринці | II-IV ст. ст. н.е.                          | 1994 р.                      | Колосов Ю. Г., н/п Білоцерківського музею | №6605.10.1995 р.               |
| 24. | 32          | Поселення білогрудівської культури                |                      | с. Круподеринці | X-IX ст. ст. до н. е.                       | 1994 р.                      | Колосов Ю. Г., н/п Білоцерківського музею | №6605.10.1995 р.               |
| 25. | 33          | Поселення білогрудівської культури                |                      | с. Круподеринці | -//-                                        | 1994 р.                      | Колосов Ю. Г., н/п Білоцерківського музею | №6605.10.1995 р.               |
| 26. | 34          | Могильник курганний /4/                           | 4                    | с. Кур’янівці   | ___                                         | 1994 р.                      | Колосов Ю. Г., н/п Білоцерківського музею | №6605.10.1995 р.               |
| 27. | 35          | Поселення черняхівської культури                  |                      | с. Ліщинці      | II-IV ст. ст. н.е.                          | 1994 р.                      | Колосов Ю. Г., н/п Білоцерківського музею | №6605.10.1995 р.               |
| 28. | 36          | Поселення черняхівської культури                  |                      | с. Морозівка    | II-IV ст. ст. н.е.                          | 1994 р.                      | Колосов Ю. Г., н/п Білоцерківського музею | №6605.10.1995 р.               |
| 29. | 37          | Поселення черняхівської культури                  |                      | с. Морозівка    | II-IV ст. ст. н.е.                          | 1994 р.                      | Колосов Ю. Г., н/п Білоцерківського музею | №6605.10.1995 р.               |
| 30. | 38          | Поселення черняхівської культури                  |                      | с. Новофастів   | II-IV ст. ст. н.е.                          | 1994 р.                      | Колосов Ю. Г., н/п Білоцерківського музею | №6605.10.1995 р.               |
| 31. | 39          | Поселення білогрудівської культури                |                      | с. Новофастів   | X-IX ст. ст. до н. е.                       | 1994 р.                      | Колосов Ю. Г., н/п Білоцерківського музею | №6605.10.1995 р.               |
| 32. | 79          | Поселення черняхівської культури                  |                      | с. Паріївка     | II-IV ст. ст. н.е.                          | 1989 р.                      | к. і .н. П. І. Хавлюк                     | №14816.07.1992 р.              |
| 33. | 80          | Поселення зарубинецької культури                  |                      | с. Паріївка     | ІІ ст. до н. е.,ІІ ст н.е.                  | 1989 р.                      | к. і .н. П. І. Хавлюк                     | №14816.07.1992 р.              |
| 34. | 40          | Поселення черняхівської культури                  |                      | с. Педоси       | II-IV ст. ст. н.е.                          | 1994 р.                      | Колосов Ю. Г., н/п Білоцерківського музею | №6605.10.1995 р.               |
| 35. | 41          | Поселення трипільської та черняхівської культури  |                      | с. Педоси       | IV-III тис. до н.е.,II-IV ст ст. н. е.      | 1994 р.                      | Колосов Ю. Г., н/п Білоцерківського музею | №6605.10.1995 р.               |
| 36. | 42          | Поселення черняхівської культури                  |                      | с. Педоси       | II-IV ст. ст. н.е.                          | 1994 р.                      | Колосов Ю. Г., н/п Білоцерківського музею | №6605.10.1995 р.               |
| 37. | 43          | Поселення черняхівської культури                  |                      | с. Педоси       | II-IV ст. ст. н.е.                          | 1994 р.                      | Колосов Ю. Г., н/п Білоцерківського музею | №6605.10.1995 р.               |
| 38. | 44          | Поселення черняхівської культури                  |                      | с. Педоси       | II-IV ст. ст. н.е.                          | 1994 р.                      | Колосов Ю. Г., н/п Білоцерківського музею | №6605.10.1995 р.               |
| 39. | 795         | Поселення трипільської культури                   |                      | с. Плисків      | IV-III тис. до н.е.                         | 1927 р.                      | археолог Мовчанів-ський Т.                | №31310.06.1971 р.              |
| 40. | 169         | Поселення черняхівської культури                  |                      | с. Плисків      | II-IV ст. ст. н.е.                          | 1977 р.                      | к. і .н. П. І. Хавлюк                     | №9617.02.1983 р.               |
| 41. | 168         | Поселення черняхівської культури                  |                      | с. Плисків      | II-IV ст. ст. н.е.                          | 1977 р.                      | к. і .н. П. І. Хавлюк                     | №9617.02.1983 р.               |
| 42. | 170         | Ранньослов’янське поселення                       |                      | с. Плисків      | VI-VII ст. ст. н.е.                         | 1977 р.                      | к. і .н. П. І. Хавлюк                     | №9617.02.1983 р.               |
| 43. | 50          | Поселення епохи пізньої бронзи                    |                      | с. Розкопане    | XI-IX ст. ст. до н. е.                      | 1994 р.                      | Колосов Ю. Г., н/п Білоцерківського музею | №6605.10.1995 р.               |
| 44. | 51          | Поселення черняхівської культури                  |                      | с. Саражинці    | II-IV ст. ст. н.е.                          | 1994 р.                      | Колосов Ю. Г., н/п Білоцерківського музею | №6605.10.1995 р.               |
| 45. | 52          | Поселення черняхівської культури                  |                      | с. Саражинці    | II-IV ст. ст. н.е.                          | 1994 р.                      | Колосов Ю. Г., н/п Білоцерківського музею | №6605.10.1995 р.               |
| 46. | 53          | Поселення черняхівської культури                  |                      | с. Саражинці    | II-IV ст. ст. н.е.                          | 1994 р.                      | Колосов Ю. Г., н/п Білоцерківського музею | №6605.10.1995 р.               |
| 47. | 54          | Поселення білогрудівської культури                |                      | с. Свитинці     | X-IX ст. ст. дон. е.                        | 1994 р.                      | Колосов Ю. Г., н/п Білоцерківського музею | №6605.10.1995 р.               |
| 48. | 55          | Поселення черняхівської культури                  |                      | с. Свитинці     | II-IV ст. ст. н.е.                          | 1994 р.                      | Колосов Ю. Г., н/п Білоцерківського музею | №6605.10.1995 р.               |
| 49. | 56          | Поселення черняхівської культури                  |                      | с. Свитинці     | II-IV ст. ст. н.е.                          | 1994 р.                      | Колосов Ю. Г., н/п Білоцерківського музею | №6605.10.1995 р.               |
| 50. | 57          | Поселення черняхівської культури                  |                      | с. Свитинці     | II-IV ст. ст. н.е.                          | 1994 р.                      | Колосов Ю. Г., н/п Білоцерківського музею | №6605.10.1995 р.               |
| 51. | 58          | Поселення черняхівської культури                  |                      | с. Ширмівка     | II-IV ст. ст. н.е.                          | 1994 р.                      | Колосов Ю. Г., н/п Білоцерківського музею | №6605.10.1995 р.               |
| 52. | 59          | Поселення епохи бронзи                            |                      | с. Юнашки       | XI-IX ст. ст. дон. е.                       | 1994 р.                      | Колосов Ю. Г., н/п Білоцерківського музею | №6605.10.1995 р.               |
|     |             |                                                   |                      |                 |                                             |                              |                                           |                                |

## Джерело
- Пам'ятки Вінницької області